# Synonchus fasciculatus
Synonchus fasciculatus is een rondwormensoort uit de familie van de Leptosomatidae. De wetenschappelijke naam van de soort is voor het eerst geldig gepubliceerd in 1893 door Cobb.